# 1924年パリオリンピックのテニス競技
1924年パリオリンピックのテニス競技（1924ねんパリオリンピックのテニスきょうぎ）の成績結果。

## テニス競技の中断
- オリンピック種目としてのテニスは、この1924年パリ五輪まで実施され、男女シングルス・男女ダブルス・混合ダブルスの5部門が行われた。しかし、1926年に世界初の「プロテニス選手」が登場したことにより、1928年アムステルダム五輪でテニスがオリンピック競技から除外された。「アマチュアリズム」としてのオリンピックテニスは、ここで終わってしまう。
- プロテニス選手の出場を認めた復活については、1988年ソウルオリンピックのテニス競技を参照のこと。

## メダル受賞者

### 男子シングルス
| 順位 | 選手名                     | 国・地域       |
| ---- | -------------------------- | -------------- |
| 1    | ビンセント・リチャーズ     | アメリカ合衆国 |
| 2    | アンリ・コシェ             | フランス       |
| 3    | ウンベルト・デ・モルプルゴ | イタリア       |
| 4    | ジャン・ボロトラ           | フランス       |

#### 大会経過
準決勝
- アンリ・コシェ vs.  ジャン・ボロトラ　6-2, 5-7, 6-2, 6-3
- ビンセント・リチャーズ vs.  ウンベルト・デ・モルプルゴ　6-3, 3-6, 6-1, 6-4

決勝
- ビンセント・リチャーズ vs.  アンリ・コシェ　6-4, 6-4, 5-7, 4-6, 6-2

銅メダル決定戦
- ウンベルト・デ・モルプルゴ vs.  ジャン・ボロトラ　1-6, 6-1, 8-6, 4-6, 7-5

### 男子ダブルス
| 順位 | 選手名                                       | 国・地域       |
| ---- | -------------------------------------------- | -------------- |
| 1    | ビンセント・リチャーズ＆フランシス・ハンター | アメリカ合衆国 |
| 2    | アンリ・コシェ＆ジャック・ブルニョン         | フランス       |
| 3    | ジャン・ボロトラ＆ルネ・ラコステ             | フランス       |
| 4    | ジャック・コンドン＆アイビー・リチャードソン | 南アフリカ     |

#### 大会経過
準決勝
- アンリ・コシェ&ジャック・ブルニョン vs.  ジャック・コンドン&アイビー・リチャードソン 5-7, 6-3, 7-5, 6-2
- ビンセント・リチャーズ&フランシス・ハンター vs.  ジャン・ボロトラ&ルネ・ラコステ 6-2, 6-3, 0-6, 5-7, 6-3

決勝
- ビンセント・リチャーズ&フランシス・ハンター vs.  アンリ・コシェ&ジャック・ブルニョン 4-6, 6-2, 6-3, 2-6, 6-3

銅メダル決定戦
- ジャン・ボロトラ&ルネ・ラコステ vs.  ジャック・コンドン&アイビー・リチャードソン 6-3, 10-8, 6-3

### 女子シングルス
| 順位 | 選手名                     | 国・地域       |
| ---- | -------------------------- | -------------- |
| 1    | ヘレン・ウィルス           | アメリカ合衆国 |
| 2    | ジュリー・ブラスト         | フランス       |
| 3    | キティ・マッケイン         | イギリス       |
| 4    | ゲルマイン・ゴールディング | フランス       |

#### 大会経過
準決勝
- ヘレン・ウィルス vs.  ゲルマイン・ゴールディング　6-2, 6-1
- ジュリー・ブラスト vs.  キティ・マッケイン　0-6, 7-5, 6-1

決勝
- ヘレン・ウィルス vs.  ジュリー・ブラスト　6-2, 6-2

銅メダル決定戦
- キティ・マッケイン vs.  ゲルマイン・ゴールディング　5-7, 6-3, 6-0

### 女子ダブルス
| 順位 | 選手名                                             | 国・地域       |
| ---- | -------------------------------------------------- | -------------- |
| 1    | ヘイゼル・ホッチキス・ワイトマン＆ヘレン・ウィルス | アメリカ合衆国 |
| 2    | フィリス・コベル＆キティ・マッケイン               | イギリス       |
| 3    | イブリン・コリヤー＆ドロシー・シェパード＝バロン   | イギリス       |
| 4    | マルグリット・ブロクディス＆イボンヌ・ブルジョワ   | フランス       |

#### 大会経過
準決勝
- フィリス・コベル＆キティ・マッケイン vs.  マルグリット・ブロクディス＆イボンヌ・ブルジョワ　6-2, 6-2
- ヘイゼル・ホッチキス・ワイトマン＆ヘレン・ウィルス vs.  イブリン・コリヤー＆ドロシー・シェパード＝バロン　6-3, 1-6, 7-5

決勝
- ヘイゼル・ホッチキス・ワイトマン＆ヘレン・ウィルス vs.  フィリス・コベル＆キティ・マッケイン　7-5, 8-6

銅メダル決定戦
- イブリン・コリヤー＆ドロシー・シェパード＝バロン vs.  マルグリット・ブロクディス＆イボンヌ・ブルジョワ　6-1, 6-2

### 混合ダブルス
| 順位 | 選手名                                                     | 国・地域       |
| ---- | ---------------------------------------------------------- | -------------- |
| 1    | リチャード・ウィリアムズ＆ヘイゼル・ホッチキス・ワイトマン | アメリカ合衆国 |
| 2    | ビンセント・リチャーズ＆マリオン・ジェサップ               | アメリカ合衆国 |
| 3    | ヘンドリク・ティマー＆コルネリア・ボウマン                 | オランダ       |
| 4    | ブライアン・ギルバート＆キティ・マッケイン                 | イギリス       |

#### 大会経過
準決勝
- ビンセント・リチャーズ＆マリオン・ジェサップ vs.  ヘンドリク・ティマー＆コルネリア・ボウマン　6-3, 6-0
- リチャード・ウィリアムズ＆ヘイゼル・ホッチキス・ワイトマン vs.  ブライアン・ギルバート＆キティ・マッケイン　2-6, 8-6, 6-1

決勝
- リチャード・ウィリアムズ＆ヘイゼル・ホッチキス・ワイトマン vs.  ビンセント・リチャーズ＆マリオン・ジェサップ　6-2, 6-3

銅メダル決定戦
- ヘンドリク・ティマー＆コルネリア・ボウマン vs.  ブライアン・ギルバート＆キティ・マッケイン　不戦勝

## 国別メダル受賞数
| 順   | 国・地域       | 金 | 銀 | 銅 | 計 |
| ---- | -------------- | -- | -- | -- | -- |
| 1    | アメリカ合衆国 | 5  | 1  | 0  | 6  |
| 2    | フランス       | 0  | 3  | 1  | 4  |
| 3    | イギリス       | 0  | 1  | 2  | 3  |
| 4    | イタリア       | 0  | 0  | 1  | 1  |
| 4    | オランダ       | 0  | 0  | 1  | 1  |
| 総計 | 総計           | 5  | 5  | 5  | 15 |